# Institut royal d'archéologie
L'Institut royal d'archéologie (Royal Archaeological Institute of Great Britain and Ireland) est une société savante fondée en 1845, dont l'activité principale est la publication de The Archaeological Journal (en), revue consacrée aux nouvelles relatives à l'archéologie et publiée depuis 1844.
James Talbot en est le président pendant 15 ans jusqu'en 1882, un an avant sa mort. L'actuel président est le professeur Ken Smith. Les universitaires David Breeze et Anthony Quiney (en) font aussi partie des professeurs émérites.
Les intérêts de l'institut comprennent tous les aspects de l'histoire archéologique, architecturale et paysagère des îles britanniques et de l'ancien Empire britannique. Il organise également des conférences et des séminaires et finance et participe à des excursions vers des sites archéologiques et des paysages. Il travaille également en coordination avec d'autres groupes archéologiques.